# Johann Konrad Kern
Johann Konrad Kern, född den 11 juni 1808 i Thurgau, död den 14 april 1888 i Zürich, var en schweizisk statsman
Kern blev 1831 advokat i sin födelsebygd, invaldes 1832 i dess stora råd, vars ordförande han blev 1837, och hade 1833-48 plats i kantonernas gemensamma representation (Tagsatzung). Vid denna tid knöt han bekantskap med prins Louis Napoleon, som 1831-36 vistades på slottet Arenenberg i Thurgau, och försvarade efter prinsens misslyckade upprorsförsök i Strassburg (1836) energiskt asylrätten mot franska regeringens hotfulla krav på hans utlämnande; prinsens frivilliga avresa (1838) gjorde slut på tvisten. 
När de romersk-katolska kantonerna slöt sig tillsammans (till Sonderbund) för upprätthållande av kantonernas självständighet och för den romersk-katolska lärans skydd, beslöt Tagsatzung i november 1847, till stor del genom Kerns bedrivande, att med kraftiga medel bjuda Sonderbund spetsen. Kern var också medlem i den kommission, som utarbetade Edsförbundets författning av 12 september 1848. Kern utnämndes 1850 till president i Schweiz högsta domstol, fick sedan plats i nationalrepresentationen (först i Nationalrat och sedermera i Ständerat) samt bidrog (1854) väsentligt till beslutet om upprättande av Zürichs polytekniska skola. 
När krig hotade utbryta mellan Schweiz och Preussen till följd av upproret i Neuchâtel, 3 september 1856, avgick Kern – vilken förut flera gånger använts i viktiga diplomatiska uppdrag – som utomordentligt sändebud till Paris och lyckades förmå Napoleon III till medling. Åren 1857-83 var han Edsförbundets envoyé hos franska regeringen. Ett försök av Kern att (februari 1871) beveka Bismarck till lindring i de Thiers meddelade tyska förslagen till fredsvillkor avvisades av Bismarck med stor skärpa. Kern utgav 1887 memoarverket Souvenirs politiques 1833 à 1883 (tysk upplaga samma år).